# Leptopelinae
Leptopelinae – monotypowa podrodzina płazów bezogonowych z rodziny artroleptowatych (Arthroleptidae).

## Zasięg występowania
Podrodzina obejmuje gatunki występujące w Czarnej Afryce na południe do Transkei (Prowincja Przylądkowa Wschodnia) w Południowej Afryce.

## Charakterystyka
Dorasta średniej wielkości, posiada duże oczy. Prowadzi częściowo nadrzewny tryb życia. Występuje duża różnorodność barw i deseni, aczkolwiek młode zmierzają ku zieleni, osobniki starsze zaś ku brązom. 

## Systematyka

### Etymologia
- Leptopelis: gr. λεπτος leptos „smukły, delikatny”; πελις pelis „miednica”[10].
- Pseudocassina: gr. ψευδος pseudos „fałszywy”[12]; rodzaj Cassina Cope, 1864. Gatunek typowy: Pseudocassina ocellata Ahl, 1923 (= Megalixalus gramineus Boulenger, 1898).
- Elaphromantis: gr. ελαφρος elaphros „lekki, łatwy, wygodny”[13]; μαντις mantis, μαντεως manteōs „wieszcz, prorok”[14]. Gatunek typowy: Hylambates notatus Buchholz & Peters, 1875.
- Heteropelis: ἑτερος heteros „inny”[15]; rodzaj Leptopelis Günther, 1859. Gatunek typowy: Leptopelis parkeri Barbour & Loveridge, 1928.
- Taphriomantis: gr. ταφρος taphros „rów”[16]; μαντις mantis, μαντεως manteōs „wieszcz, prorok”. Gatunek typowy: Cystignathus bocagii Günther, 1865.
- Habrahyla: gr. άβρος habros „wdzięczny, delikatny”[17]; rodzaj Hyla Laurenti, 1768. Gatunek typowy: Habrahyla eiselti Goin, 1961 (= Hylambates notatus Peters, 1875).

### Podział systematyczny
Do podrodziny należy jeden rodzaj z następującymi gatunkami:

- Leptopelis anchietae (Barboza du Bocage, 1873)
- Leptopelis anebos Portillo & Greenbaum, 2014
- Leptopelis argenteus (Pfeffer, 1893)
- Leptopelis aubryi (Duméril, 1856)
- Leptopelis aubryioides (Andersson, 1907)
- Leptopelis bequaerti Loveridge, 1941
- Leptopelis bocagii (Günther, 1865)
- Leptopelis boulengeri (Werner, 1898)
- Leptopelis brevirostris (Werner, 1898)
- Leptopelis broadleyi (Poynton, 1985)
- Leptopelis bufonides Schiøtz, 1967
- Leptopelis calcaratus (Boulenger, 1906)
- Leptopelis christyi (Boulenger, 1912)
- Leptopelis concolor Ahl, 1929
- Leptopelis cynnamomeus (Barboza du Bocage, 1893)
- Leptopelis diffidens Tiutenko & Zinenko, 2021
- Leptopelis fenestratus Laurent, 1972
- Leptopelis fiziensis Laurent, 1973
- Leptopelis flavomaculatus (Günther, 1864)
- Leptopelis gramineus (Boulenger, 1898)
- Leptopelis grandiceps Ahl, 1929
- Leptopelis jordani Parker, 1936
- Leptopelis karissimbensis Ahl, 1929
- Leptopelis kivuensis Ahl, 1929
- Leptopelis lebeaui (De Witte, 1933)
- Leptopelis mackayi Köhler, Bwong, Schick, Veith & Lötters, 2006
- Leptopelis macrotis Schiøtz, 1967
- Leptopelis marginatus (Barboza du Bocage, 1895)
- Leptopelis millsoni (Boulenger, 1895)
- Leptopelis modestus (Werner, 1898)
- Leptopelis mossambicus Poynton, 1985
- Leptopelis mtoewaate Portillo & Greenbaum, 2014
- Leptopelis natalensis (Smith, 1849) – drzewiarka natalska[19]
- Leptopelis nordequatorialis Perret, 1966
- Leptopelis notatus (Peters, 1875)
- Leptopelis occidentalis Schiøtz, 1967
- Leptopelis ocellatus (Mocquard, 1902)
- Leptopelis oryi Inger, 1968
- Leptopelis palmatus (Peters, 1868)
- Leptopelis parbocagii Poynton & Broadley, 1987
- Leptopelis parkeri Barbour & Loveridge, 1928
- Leptopelis parvus Schmidt & Inger, 1959
- Leptopelis ragazzii (Boulenger, 1896)
- Leptopelis rufus Reichenow, 1874
- Leptopelis rugosus (Ahl, 1924)
- Leptopelis shebellensis Goutte, Reyes-Velasco, Kassie Teme & Boissinot, 2022
- Leptopelis spiritusnoctis Rödel, 2007
- Leptopelis susanae Largen, 1977
- Leptopelis uluguruensis Barbour & Loveridge, 1928
- Leptopelis vannutellii (Boulenger, 1898)
- Leptopelis vermiculatus (Boulenger, 1909)
- Leptopelis viridis (Günther, 1869)
- Leptopelis xeniae Goutte, Reyes-Velasco, Kassie Teme & Boissinot, 2022
- Leptopelis xenodactylus Poynton, 1963
- Leptopelis yaldeni Largen, 1977
- Leptopelis zebra Amiet, 2001